# Corbara (Salerno)
Corbara is een gemeente in de Italiaanse provincie Salerno (regio Campanië) en telt 2532 inwoners (31-12-2004). De oppervlakte bedraagt 6,6 km², de bevolkingsdichtheid is 370,3 inwoners per km².

## Demografie
Corbara telt ongeveer 914 huishoudens. Het aantal inwoners steeg in de periode 1991-2001 met 1,4% volgens cijfers uit de tienjaarlijkse volkstellingen van ISTAT.
| Jaar | Inwoneraantal |
| ---- | ------------- |
| 1991 | 2420          |
| 2001 | 2455          |

## Geografie
De gemeente ligt op ongeveer 232 m boven zeeniveau.
Corbara grenst aan de volgende gemeenten: Angri, Lettere (NA), Sant'Egidio del Monte Albino, Tramonti.